# Keith Michell
Pour les articles homonymes, voir Michell.
Keith Michell (Keith Joseph Michell), né le 1er décembre 1926 à Adélaïde et mort le 20 novembre 2015 à Hampstead (Londres) au Royaume-Uni, est un acteur australien.

## Biographie
Il est élevé à Warnertown, près de Port Pirie, dans la région Mid North de l'Australie-Méridionale. 
Il a enseigné l'Art avant de rejoindre le théâtre où il fait ses débuts à Adélaide en 1947 et à Londres en 1951. 
Il a joué dans des comédies musicales, et a commencé sa carrière au cinéma en 1957, dans Dangerous Exile. Puis, en 1964, il obtient le rôle de Robert Browning dans la comédie musicale Robert et Elisabeth. 
Keith Michell reste surtout connu pour avoir interprété quatre fois le rôle du roi Henri VIII d'Angleterre : 
1. Dans la série télévisée Les Six Femmes d'Henry VIII (The Six Wives of Henry VIII) en 1970
2. Dans la série télévisée Moi, Élisabeth reine d'Angleterre (Elizabeth R) en 1971
3. Dans le film adapté de la série, Henry VIII and His Six Wives de Waris Hussein en 1972
4. Dans la série télévisée Le Prince et le Pauvre (The Prince and the Pauper) en 1996.

Dans la série télévisée Arabesque, il joue le rôle de Dennis, un ami de Jessica, voleur repenti, résolvant des affaires de vol ou de meurtre pour les services d'une compagnie d'assurance. On le voit essentiellement à la télévision de 1980 à 1990. Après 14 ans d'absence, il revient au cinéma en 2010 dans Love/Loss où il tient le rôle de « Joe ». Il est aussi connu comme un chanteur, principalement dans l'œuvre anglais pour enfants Captain Beaky (1978), écrit par son ami Jeremy Lloyd.
Keith Michell s'éteint le 20 novembre 2015 dans sa maison du quartier londonien d'Hampstead à l'âge de 88 ans.

## Vie familiale
Keith Michell s'est marié le 18 octobre 1957, avec l'actrice Jeanette Sterke et ils eurent deux enfants.

## Filmographie

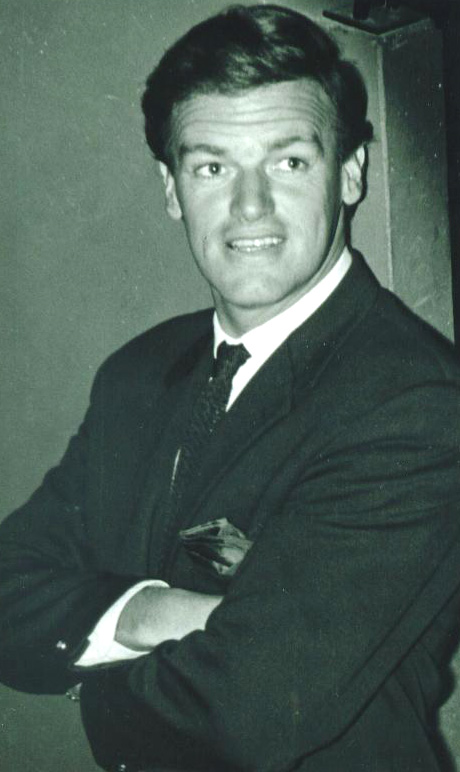
Keith Michell en 1962.

- 1957 : Un yacht nommé « Tortue » (True as a Turtle) de Wendy Toye : Harry Bell
- 1958 : Le Prisonnier du Temple (Dangerous Exile) de Brian Desmond Hurst : le colonel Saint-Gérard
- 1961 : Les Chevaliers du démon (Hellfire Club) de Robert S. Baker : Jason
- 1962 : Tout au long de la nuit (All Night Long)
- 1962 : Les Hauts de Hurlevent (Wuthering Heights) de Rudolph Cartier (TV) : Heathcliff
- 1968 : Prudence et la pilule (Prudence and the Pill) de Fielder Cook : le docteur Alan Hewitt
- 1968 : Un cri dans l'ombre (House of Cards) de John Guillermin  : le général Sébastien Henri René de Villemont / Dr Morillon
- 1970 : Les Six Femmes d'Henry VIII (The Six Wives of Henry VIII), série télévisée de Naomi Capon et John Glenister : Henry VIII
- 1970 : L'Exécuteur (The Executioner) de Sam Wanamaker : Adam Booth
- 1971 : Elizabeth R série télévisée : Henry VIII
- 1972 : Les Six femmes d'Henry VIII (Henry VIII and His Six Wives) de Waris Hussein : Henry VIII
- 1983 : Memorial Day (en) (Memorial Day), téléfilm de Joseph Sargent : Marsh
- 1988-1993 : Arabesque (Murder, She Wrote), série télévisée de Peter S. Fischer, Richard Levinson et William Link (9 épisodes) : Dennis Stanton
- 1988 : Les Imposteurs de Nicholas Meyer : le colonel Wilson
- 1996 : Le Prince et le Pauvre (The Prince and the Pauper), série télévisée d'Andrew Morgan : Henry VIII
- 2010 : Love/Loss de Guy Daniels : Joe

## Récompenses
- 1971 : BAFTA TV Award : Meilleur acteur pour la série Les Six Femmes d'Henry VIII (1970) et BBC Play of the Month (1969).
- 1972 : Emmy Awards :  Meilleur premier rôle pour la série Les Six femmes d'Henry VIII.
- 1973 : Evening Standard British Film Awards : Meilleur acteur pour le film Les Six femmes d'Henry VIII.